# Muhammad Aladdin
Muhammad Aladdin, (in arabo  محمد علاء الدين), conosciuto anche come Alaa Eddin (Il Cairo, 7 ottobre 1979), è uno scrittore egiziano di romanzi e sceneggiature.

## Biografia
Considerato tra i più brillanti esponenti della nuova generazione di scrittori egiziani emergenti, ha pubblicato la sua prima raccolta di racconti nel 2003 e ad oggi è autore di quattro romanzi: Il Vangelo di Adamo, Il trentaduesimo giorno, L'idolo, Il piede - e tre raccolte di racconti - L'altra riva, La vita segreta del Cittadino M. e Giovane amante, Nuovo amante - sofisticati affreschi, spesso dai toni noir, di una società invischiata in segreti e reticenze.
L'uscita del suo primo romanzo, Il Vangelo di Adamo (in arabo آدم إنجيل), del gennaio 2006, è stata salutata con grande favore, collocando Aladdin nella cerchia dei giovani scrittori apprezzati sia in Egitto che negli altri Paesi Arabi. Autori del calibro di Bahaa Taher e Sonallah Ibrahim hanno accolto l'opera come una delle migliori e più promettenti. Il Vangelo di Adamo rompe con il tipico format del romanzo, essendo costituito da un unico paragrafo lungo 60 pagine, in stile stream of consciousness. In una recensione comparsa sull'inserto letterario di Al-Ahram, si afferma che Il Vangelo di Adamo riflette «...una realtà sociale che ha perso ogni certezza». Nel suo saggio The Arab novel and the Quest for Renovation, pubblicato dalla rivista Dubi Althaqafia, il famoso scrittore e critico letterario marocchino Mohammed Berrada annovera Il Vangelo di Adamo tra le cinque opere che hanno rinnovato il romanzo arabo.
Nel 2011 Aladdin è stato definito dalla rivista Akhbar al-Adab come uno dei più importanti scrittori egiziani del nuovo millennio e secondo lo scrittore Pauls Toutonghi, su The millions.com, è uno dei «Six egyptian writers you don't know but you should».

## Opere letterarie
La carriera letteraria di Aladdin comincia nel 2000, quando scrive a quattro mani la serie a fumetti per ragazzi Maganin (Pazzi), pubblicata dall'Editore Al Mobdeoun. Tale primo incontro con il coautore, il prominente scrittore egiziano Ahmad Alaidy, segna la nascita di una profonda amicizia tra i due che dura sino ad oggi. La serie, purtroppo, s'interrompe nel 2002, dopo dieci numeri, alcuni dei quali tra l'Egitto e il mondo arabo hanno raggiunto le ventimila copie vendute. 
Nel 2001 Aladdin collabora a cinque numeri della serie Ice Cream, del medesimo editore, occupandosi di cinema e di argomenti cosiddetti leggeri.
Nel 2002 scrive per Dar Al Hussam la serie Comicia, che dura solo quattro numeri e sempre nello stesso anno viene invitato a partecipare al workshop internazionale sulla creazione di libri a fumetti, che si concretizza nella pubblicazione del testo trilingue (arabo, inglese e francese) Le Avventure del Principe Seif Ibn Zi Yazan (Il Cairo, Ahmd El Attar, 2004).
Nel 2003 pubblica la sua prima opera cosiddetta letteraria, L'altra riva, un volume di racconti pubblicato dalla General Organization for Cultural Palaces, organo del Ministero della Cultura Egiziana, che riscuote ben presto un buon successo sia tra i lettori che tra i colleghi scrittori.
Nel 2004 Aladdin vince il Premio della General Organization for Cultural Palaces, posizionandosi al terzo posto con la sua opera, non ancora pubblicata, dal titolo I Cerchi. Nello stesso anno, alcuni estratti del suo secondo romanzo, Il trentaduesimo giorno (in arabo العشرون و الثاني اليوم), all'epoca non ancora pubblicato, appaiono sulle pagine del prestigioso settimanale letterario egiziano Akhbar al-Adab, per poi venire pubblicati più tardi, nel 2007, dalla casa editrice egiziana El-'Ain.
Nel 2008 pubblica altre due opere, il romanzo L'idolo (in arabo الصنم), con l'editore El-'Ain, e la raccolta di racconti La vita segreta del cittadino M (in arabo م للمواطن السرية الحياة), con la casa editrice Mizan, per la quale esce anche la ristampa de Il Vangelo di Adamo.
Nel 2005 incomincia a scrivere fumetti per Basem, rivista saudita per bambini.
Nell'ottobre del 2009, all'interno dell'inserto dedicato al Cairo, la rivista statunitense A Public Space pubblica la traduzione inglese, ad opera di Humphrey Davies, del suo racconto Giovane amante, Nuovo amante, che nel novembre dello stesso anno, l'Egyptian Supreme Council for Culture include nell'antologia intitolata The Best Egyptian Short Stories.
Sempre nel 2009 esce il suo quarto romanzo, Il Piede (in arabo القدم), per l'editore egiziano El-'Ain.
Nel 2012 esce per la famosa casa editrice indipendente egiziana Dar Merit, la sua raccolta di racconti Giovane amante, Nuovo amante (in arabo الصغير و الحالي), da cui la novella La Voce, tradotta in russo da Sarali Gintsburg, viene pubblicata nell'edizione egiziana del prestigioso quotidiano Moskovskij Komsomolets.

## Opere pubblicate in Italia
- Muhammad Aladdin, Cani sciolti, traduzione di Barbara Benini, collana Altriarabi (n. 13), il Sirente, Fagnano Alto, 2015,  pp. 144 pp, ISBN 978-88-87847-49-9.

## Altre opere
- Nel 1993 Aladdin partecipa a Vienna alla Conferenza Mondiale delle Nazioni Unite sui Diritti Umani, come membro della Delegazione della Gioventù Araba nominata dal Consiglio Arabo per l'Infanzia e lo Sviluppo.
- Nel 2004, in qualità di consulente sulle questioni giovanili, prende parte alla stesura del Quarto Rapporto sull'Arab Human Development del Programma di Sviluppo delle Nazioni Unite e, su richiesta della Bibliotheca Alexandrina, tiene un workshop sulla scrittura creativa per i bambini di Alessandria d'Egitto.
- Nel 2005 all'interno di Scream Program, Programma Internazionale per l'Eliminazione del Lavoro Minorile, dell'Organizzazione Mondiale del Lavoro (ILO), tiene al Cairo una lezione sulla scrittura creativa.
- Nello stesso anno inizia a lavorare anche come sceneggiatore freelance.
- Nel biennio 2008-2009 è tra gli ospiti dei due Convegni sul Racconto e sul Romanzo Arabo, organizzati dal Supreme Council for Culture (Egitto) e tenutisi al Cairo.

Nel 2010 tiene una lezione sulle proprie opere alla Middle Eastern Society dell'Università di Edimburgo e viene onorato dall'Ateneo di Helwan (Egitto) come uno tra gli ex alunni di maggior rilievo.

### Traduzioni italiane
- Muhammad Aladdin, Cani sciolti, traduzione di Barbara Benini, Collana Altriarabi, il Sirente, Fagnano Alto, 2015,  pp. 172 pp, ISBN 978-88-87847-49-9.